# Sports+
O Sports+ foi um canal de televisão por assinatura brasileiro com programação esportiva e filmes que estreou em 2013 e terminou em 2015. O canal apenas estava disponível na operadora Sky e possuia uma versão em alta definição.

## Eventos

### Futebol
- Campeonato Espanhol de Futebol (hoje na ESPN)
- Copa do Rei (hoje na ESPN)
- Liga dos Campeões da UEFA (hoje no SBT, na TNT Sports e HBO Max)
- Copa EuroAmericana

### Basquete
- Euroliga de Basquete (hoje no BandSports e DAZN)
- NBA (hoje na ESPN e no Prime Video, além de ter transmissões exclusivas no NBA League Pass)

### Tênis
- ATP 250 (hoje na ESPN)
- ATP 500 (hoje na ESPN)

### Rugby League
- Campeonato Australiano de Rugby

### Entretenimento
- Filmes de ação e aventura
- Documentários

## Equipe Esportiva

### Narradores
- Mauricio Bonato (hoje na ESPN e NSports)
- Rafael Spinelli
- Marcelo do Ó (hoje na BandNews FM, na RedeTV! e no DAZN)
- Decimar Leite (hoje na TV Thathi Campinas e Rádio Central)

### Comentaristas
- Clio Levi
- Leonardo Lucas
- Ricardo Mello
- Andrea Vieira (hoje na ESPN)
- Mário Mendes
- Daniel Souza
- Fábio Piperno (hoje na Jovem Pan)
- Ricardo Bulgarelli (hoje no Prime Video)
- Giancarlo Giampietro

## Problemas Judiciais
Depois de uma investigação, a Agência Nacional do Cinema (ANCINE) descobriu que o canal era ainda operado pela Sky, o que é proibido pela lei 12.485/2011, que proíbe operadoras de Televisão por assinatura atuarem como programadoras. A investigação descobriu que a Time Out, foi uma empresa criada exclusivamente para programar o canal, não possuindo qualquer outro canal. Em 12 de maio de 2014, a ANCINE decretou a retirada do canal em até 5 dias da operadora em todos os pacotes que esteja presentes.   Desde então a Sky tem mantido na Justiça o seu direito de continuar transmitindo normalmente o canal Sports+. Os juizes alegam que a Ancine não tem se mostrado capaz de apresentar provas contundentes de que, de fato, há ilegalidade no funcionamento do canal esportivo.

## Encerramento de suas transmissões
No dia 19 de maio de 2015, foi anunciado que o canal seria encerrado. Além de problemas com a Justiça, o canal perdeu os direitos da Liga dos Campeões da UEFA para o Esporte Interativo e da NBA.  No dia 21 de junho, o canal Sports+ encerra suas transmissões ao vivo com a final do ATP 250 de Halle. Os contratos de seus funcionários foram encerrados. Em 15 de julho, a Sky anuncia que o canal seria encerrado em 15 de agosto. Até lá, o canal estava exibindo filmes e reapresentações de eventos.
No dia 15 de agosto de 2015, ao meio-dia, o Sports+ termina suas atividades depois de 2 anos, após a reapresentação de Real Madrid x Barcelona, pelo Campeonato Espanhol.

## Ligações Externas
- «Site oficial»